# San Gil, Aguascalientes
San Gil är en ort i Mexiko.   Den ligger i kommunen Asientos och delstaten Aguascalientes, i den centrala delen av landet, 400 km nordväst om huvudstaden Mexico City. San Gil ligger 2 015 meter över havet och antalet invånare är 541.
Terrängen runt San Gil är platt åt sydväst, men åt nordost är den kuperad. Runt San Gil är det ganska glesbefolkat, med 50 invånare per kvadratkilometer. Närmaste större samhälle är Loreto, 7,9 km norr om San Gil. Omgivningarna runt San Gil är i huvudsak ett öppet busklandskap.